# Maria Aurora Lopes
Maria Aurora Lopes foi uma política de São Tomé e Príncipe. Ela fez parte do primeiro grupo de membros femininos da Assembleia Nacional em 1975.

## Biografia
Em dezembro de 1975, Lopes foi nomeada para a Assembleia Nacional como uma do primeiro grupo de seis mulheres na legislatura.